# Ommersheimer Weiher
Der Ommersheimer Weiher ist ein Stauweiher im südöstlichen Saarland, dessen Staudamm im Jahr 1971 in Betrieb genommen wurde. Der etwa einen Hektar große Weiher ist mit seiner kleinen Insel die Heimat zahlreicher, teils seltener Wassertiere.

## Geschichte
Im November 1961 kam bei einer Wasserschau mit der Kreisverwaltung des damaligen Kreises St. Ingbert die Idee auf, die versumpften Wiesen auf der Gemarkung Im Gangelbrunnen durch Anlegung eines Stauweihers sinnvoll zu nutzen. Nach positiven Stellungnahmen der Genehmigungsbehörden beschloss der Gemeinderat der damals noch selbständigen Gemeinde Ommersheim im April 1962 die Anlegung eines Stauweihers. Mittels einer Flurbereinigung wurden die Grundstücke zusammengelegt, und bis 1974 konnte die Gemeinde 3,14 Hektar Gelände erwerben. 1970 wurde das sogenannte „Mönchbauwerk“ gebaut und der Damm aufgeschüttet. Danach wurde unter Beteiligung der Ommersheimer Bevölkerung die Anlage ausgebaut. 1971 folgte der Fischeinsatz und der Bau von Fußgängerstegen und einer Schutzhütte. Seit 1973 wird ein jährliches Herbstfischen durchgeführt. 1976 wurde der Parkplatz an der L 107 gebaut, 1979 die Wege, der Spielplatz und der Minigolfplatz und 1981 die Ballsportanlagen; seit 1986 gibt es am Weiher eine Fontäne und seit 2005 an der L 107 mehrere Reisemobil-Stellplätze, die seit 2007 auch über eine Versorgungseinrichtung für Wasser und Strom verfügen.

## Freizeitmöglichkeiten
Um den Ommersheimer Weiher herum befinden sich mehrere Erholungs- und Freizeiteinrichtungen. Hier kann man Spazieren gehen, Fußball, Federball, Tischtennis, Boule, Boccia oder Minigolf spielen, und für Kneippanhänger steht ein Wassertretbecken und ein Armbad am historischen Alprosbrunnen zur Verfügung. Außerdem befinden sich in der Nähe des Ommersheimer Weihers mehrere Bänke, Liegewiesen, Gaststätten und ein Spielplatz.

## Alprosbrunnen/Gangelbrunnen
Kernstück der Parkanlage um den Ommersheimer Weiher ist der Alprosbrunnen, der die Kneippanlage und neben dem Saarbach auch den Weiher mit frischem Wasser speist. Der Brunnen wurde 1927 vom fünf Jahre zuvor gegründeten Wanderverein Alpenrose Ommersheim eingerichtet, um die vorhandene Quelle zu fassen. Im Winter 1926/1927 fand der erste Spatenstich zum Brunnenbau statt, im Juni 1927 wurde der Brunnen eingeweiht. Vor dem Weiherbau wurde 1969 die Quelle neu gefasst und auch die Brunnenkammer erneuert. Auch das Kneipptretbecken und das Armbad entstanden in dieser Zeit.

## Fördergemeinschaft Gangelbrunnen
Nach dem Weiherbau schlossen sich 1973 die Helfer zur Fördergemeinschaft Naherholungsanlage Gangelbrunnen zusammen. In Anerkennung des besonderen Einsatzes der Vereinsmitglieder wurde dem Verein 1974 vertraglich ein Mitspracherecht bei der Gestaltung der Anlage zugestanden.